# دمبا سک
دمبا سک (انگلیسی: Demba Seck؛ زادهٔ ۱۰ فوریهٔ ۲۰۰۱) بازیکن فوتبال اهل سنگال است.
وی همچنین در تیم ملی فوتبال سنگال بازی کرده است.